# 張厚耀
張厚耀（英語：Sue Chang，1990年6月22日—），韓國出生，母亲为韩国人从事化妆品美容事业，父亲为山东和韩国混血儿，经营韩国传统美食：馳名的阿猪妈正宗韩国泡菜，每年于香港各大型美食展览会皆有出色的推广活动。張厚耀是香港報章和雜誌的專欄作家、旅遊作家、插畫師、韓國旅遊大使、電視主持人，《Channel M 泡菜粉絲俱樂部》 主持人、《韓味道》美食節目主持人，亦在YouTube上載短片《Miss Sue Chang 韓語小教室》系列及與香港YouTuber DingDing 拍片組成一系列的《SueDing TV》。

## 個人生活

### 七歲移民到港，讀本地小學
Sue家中有一兄一弟。七歲時跟父母離鄉別井移民到港，於沙田大圍瑞峰花園居住，Sue爸爸就狠心地送她去本地中文學校上學，那時，Sue一個漢字也不認識，每天上學腦袋都是空白一片，遇到甚麼事也沉默不語，同學們都當她是外星人看待。想去洗手間，卻不知道怎樣問老師；班上同學們都在默書，Sue卻還打開書本，然後被誤以為作弊。Sue寫字很慢，所以除美術科考得最好外，每次考試成績都很差，總排在全級尾二尾三的位置。

### 中學韓流興起
Sue努力學習廣東話，念新法書院時才多了同學和她聊天吃飯，當時又正值韓流文化冒起，朋輩開始追捧Super Junior、少女時代和Wonder Girls等偶像組合，韓國人身份開始爲Sue社交帶來好處，「同學會叫我教他們韓文，他們開始覺得韓國是潮得起，不再是《大長今》、《天國的階梯》時代，只得師奶劇集。」現已講得一口流利廣東話的Sue說。
當時Sue未想過自己的韓國血統，可為她在韓風捲起時帶來成名的機會。她在新法書院中七畢業，在香港知專設計學院修讀時裝設計兩年後，她過了半年吃喝玩樂的徬徨生活。因男朋友說的一句話：「你不適合做文書工作，你去做畫廊吧！」而令Sue靈機一觸，在一間畫廊找工作。
她推出的首部作品《藝遊首爾》，就是她和朋友用7日走訪首爾40個藝術熱點，加入插畫和手繪地圖寫成的遊記，「除了明洞、東大門這些景點外，首爾人都有他們的生活和藝術品味，會去開遍小店的藝術街和咖啡店，城市又有一些如停車場改建的藝術空間等，都很值得去看。」

### 早期生涯
年輕時的Sue跟閨蜜曾自薦到雜誌拍硬照成為模特兒，可惜當時未遇到伯樂。後來，Sue自支開創自家品牌。雖然期間因客源不足而一道停辦，但在其走紅後改名為 Sudie重新營業。Sue一直為推廣香港韓國兩地文化而努力，為了推廣韓國文化，她更自支拍遊記上載到蘋果動新聞。她还应韩国观光公社的邀请 担任过 2013、2014及2015年韩国观光公社的香港区旅游大使，代言人费达6位数字。

### 網上拍片宣傳畫廊
遊記推出後，老闆鼓勵Sue拍片放上網宣傳，於是她就化身韓文達人「Miss Sue Chang」，拿著攝錄機，在畫室拍片教韓文。Sue深諳港人講求效率的心態，「學韓文都要快靚正，每段片都有主題如交友、飲食，大家睇5分鐘片就可以學 識一個主題的韓文，去旅行都用得著。」
影片的表達方式亦不沉悶，搞鬼的她會用手機播鐵金剛電影音樂，扮成賊打劫畫廊，教網民旅行遇劫時如何用韓語求救，亦有教男生用韓文結識女生，用不同方式教韓文。短片放上YouTube後反應不俗，如一段教韓國常用潮語的片子，就有3.4萬次點擊率。

## 感情生活
2016年Sue與香港男朋友John Cheung訂婚。
他們現在住在大埔比華利山，家裡養了小狗。2017年12月11日，誕下女兒Jane（張芯瑜）。2020年1月10日，再度於誕下次女Kaia。

## 著作
- 張厚耀. . 香港: ALAZIZI LTD. 2013年3月. ISBN 9789881229816.
- 張厚耀. . 香港: ALAZIZI LTD. 2013年7月. ISBN 9789881229823.
- 張厚耀. . 香港: 一丁文化. 2014年7月. ISBN 9789881306524.[7]
- 張厚耀. . 香港: 一丁文化. 2015年1月. ISBN 9789881345356.
- 張厚耀. . 香港: 一丁文化. 2015年7月. ISBN 9789881409348. （页面存档备份，存于）
- 張厚耀. . 香港: 太多設計出版有限公司. 2018年7月. ISBN 9789887913528.

## 備註

## 外部連結
- 個人插畫 的 Facebook Page
- Alaizi Art Tour  的Facebook Page
- Miss Sue Chang 韓語小教室 （页面存档备份，存于） 的Youtube Channel
- Go Go Sing 고고씽 （页面存档备份，存于） 的Facebook Page
- Miss Sue Chang 的Facebook Page
- 張厚耀的Instagram帳戶